# Castel Gandolfo
Castel Gandolfo este o comună în Provincia Latina, Lazio din Italia. În 2011 avea o populație de 8.845 de locuitori.

## Demografie
Castel Gandolfo - evoluția demografică

|  | Graficele sunt indisponibile din cauza unor probleme tehnice. Mai multe informații se găsesc la Phabricator și la wiki-ul MediaWiki. |

Date: Recensăminte sau birourile de statistică - grafică realizată de Wikipedia

## Reședința papală
În orașul Castel Gandolfo se află reședința de vară a papilor. În primăvara anului 1871 parlamentul italian a recunoscut suveranitatea papei asupra unor teritorii reduse, alcătuite din Vatican, Laterano și reședința de vară de la Castel Gandolfo. 
Inițial, castelul a fost ridicat de împăratul Domițian, devenind apoi reședința familiei nobiliare Gandolfi și apoi a familiei Savelli. Clădirea a fost pusă sub sechestru în 1596 de papa Clement al VIII-lea, pentru ca în perioada 1624-1629, sub pontificatul papei Urban al VIII-lea, să fie renovată spre a deveni palat papal. Aici au murit papii Pius al XII-lea (1958) și Paul al VI-lea (1978).
Această reședință de vară a papilor este un complex de 3 vile. Prin „Tratatul din Lateran”, încheiat la 11 februarie 1929 între Italia și Papa Pius al XI-lea, care definește severanitatea orașului Vatican, s-a stabilit că reședința de vară, cu o suprafață de 55 ha, care cuprinde palatul papal, Villa Cybo, Palazzo Barberini (ridicat în 1629), grădinile Belvedere precum și o moșie cu o mică fermă agricolă, va avea un statut extrateritorial. Spre deosebire de părerea multora, aceasta nu înseamnă că bunurile papale din Castel Gandolfo sunt parte integrantă din statul Vatican, ci înseamnă că au un statut similar cu al reprezentanțelor diplomatice străine. Măsurile de siguranță din reședința de vară sunt luate de jandarmeria Vaticanului.
În Villa Cybo își are sediul “Centrul internațional de congrese Mariapoli” a Mișcării Focolarelor, înființate în 1943 de Chiara Lubich.
La începutul pontificatului papei Ioan Paul al II-lea, catolicii americani au donat un bazin de înot acoperit.
În aripa de est a vilei se află, din 1930, observatorul astronomic al Vaticanului, Specola Vaticana.
După retragerea sa din calitatea de papă, la 28 februarie 2013, Papa Benedict al XVI-lea s-a retras provizoriu la Castel Gandolfo, pentru a aștepta terminarea lucrărilor de renovare a mănăstirii „Mater Ecclesiae”, în care să se retragă definitiv.

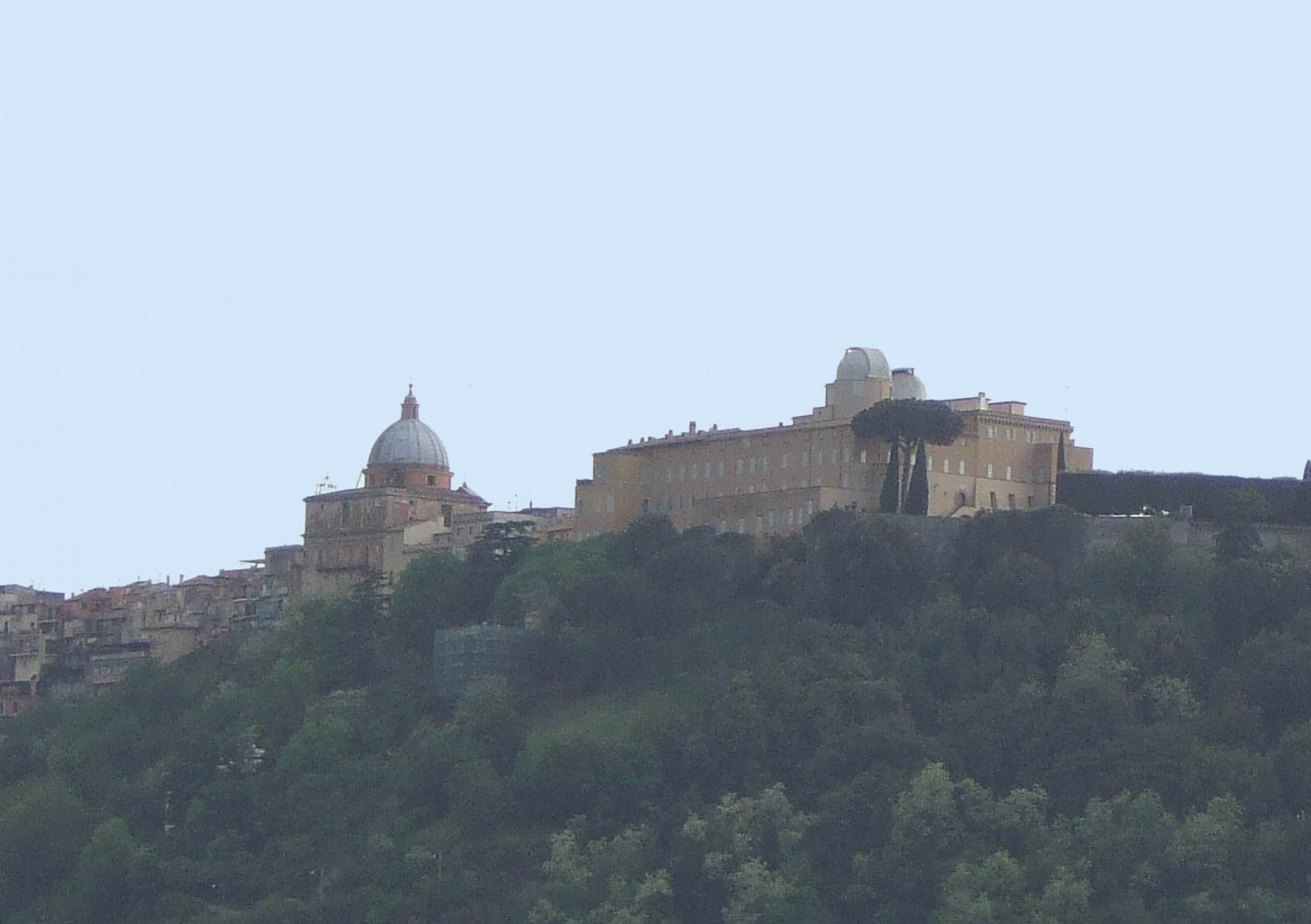
Palatul papal
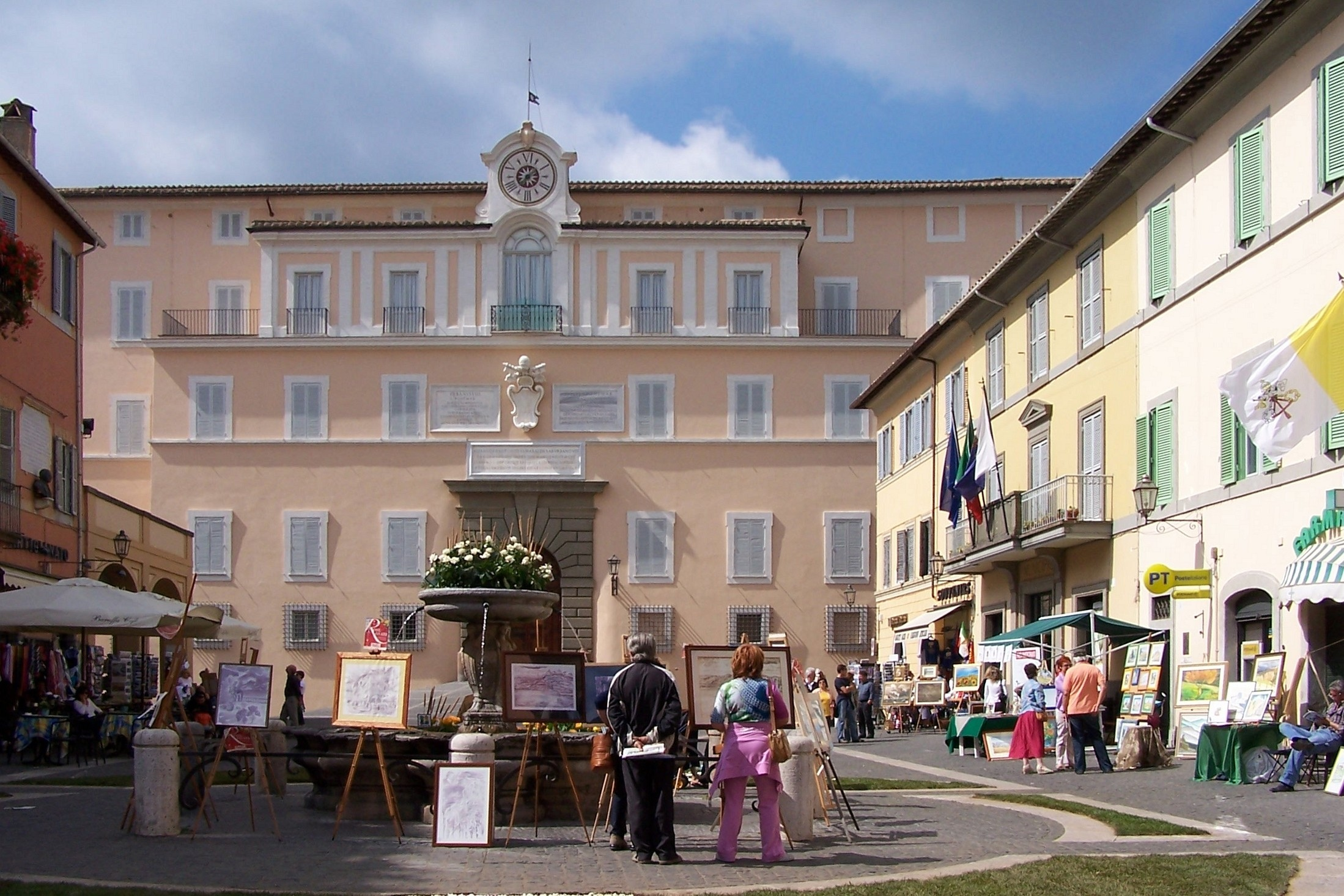
Reşedinţa de vară a papilor
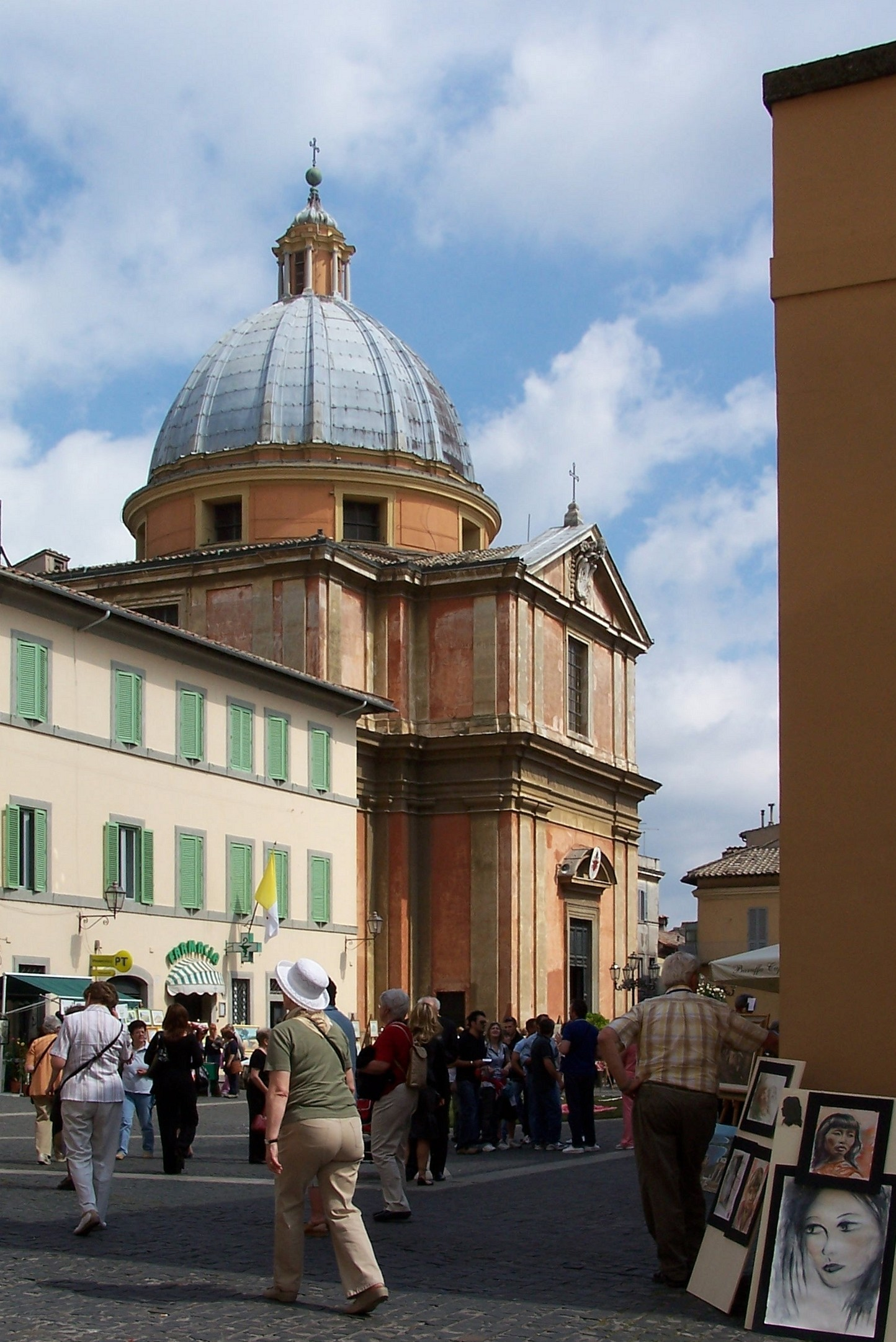
Biserica parohială San Tommaso da Villanova de Gian Lorenzo Bernini
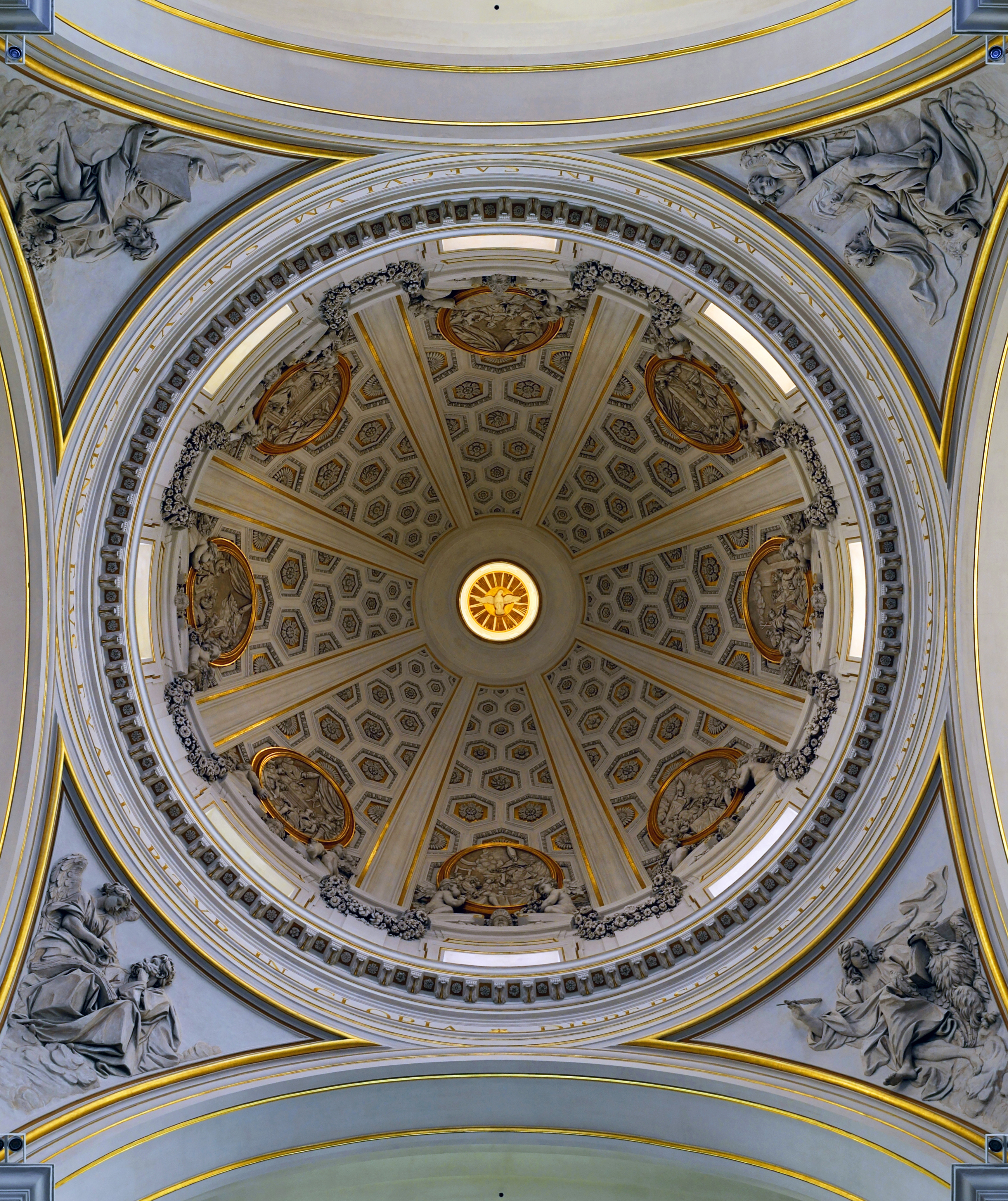
Cupola bisericii parohiale